# Bathocyroe
Bathocyroe is een geslacht van ribkwallen uit de klasse van de Tentaculata.

## Soorten
- Bathocyroe fosteri Madin & Harbison, 1978
- Bathocyroe longigula Horita, Akiyama & Kubota, 2011
- Bathocyroe paragaster (Ralph & Kaberry, 1950)